# Hibiscus denudatus
Hibiscus denudatus är en malvaväxtart som beskrevs av George Bentham. Hibiscus denudatus ingår i Hibiskussläktet som ingår i familjen malvaväxter. Inga underarter finns listade i Catalogue of Life.

## Bildgalleri

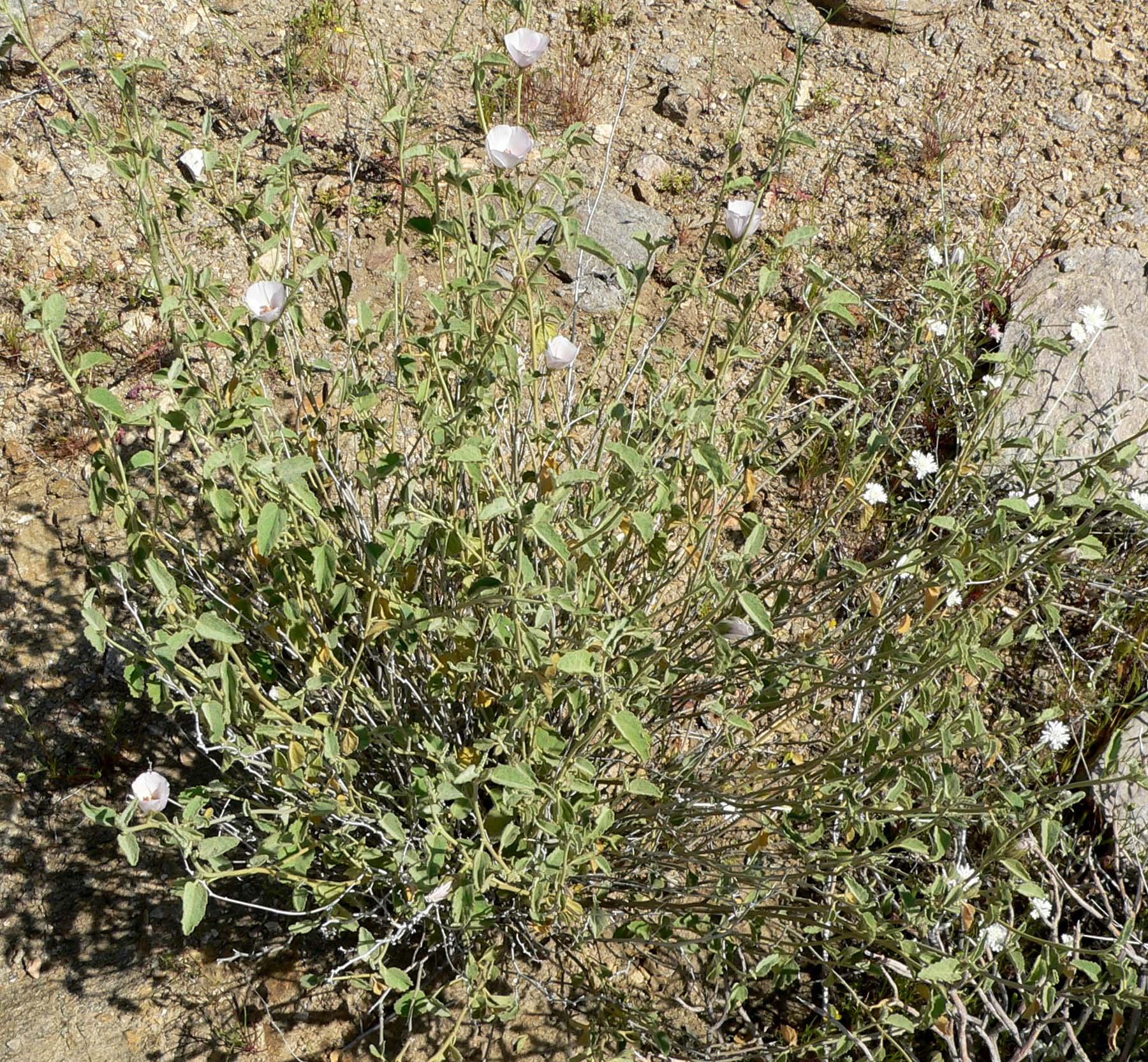
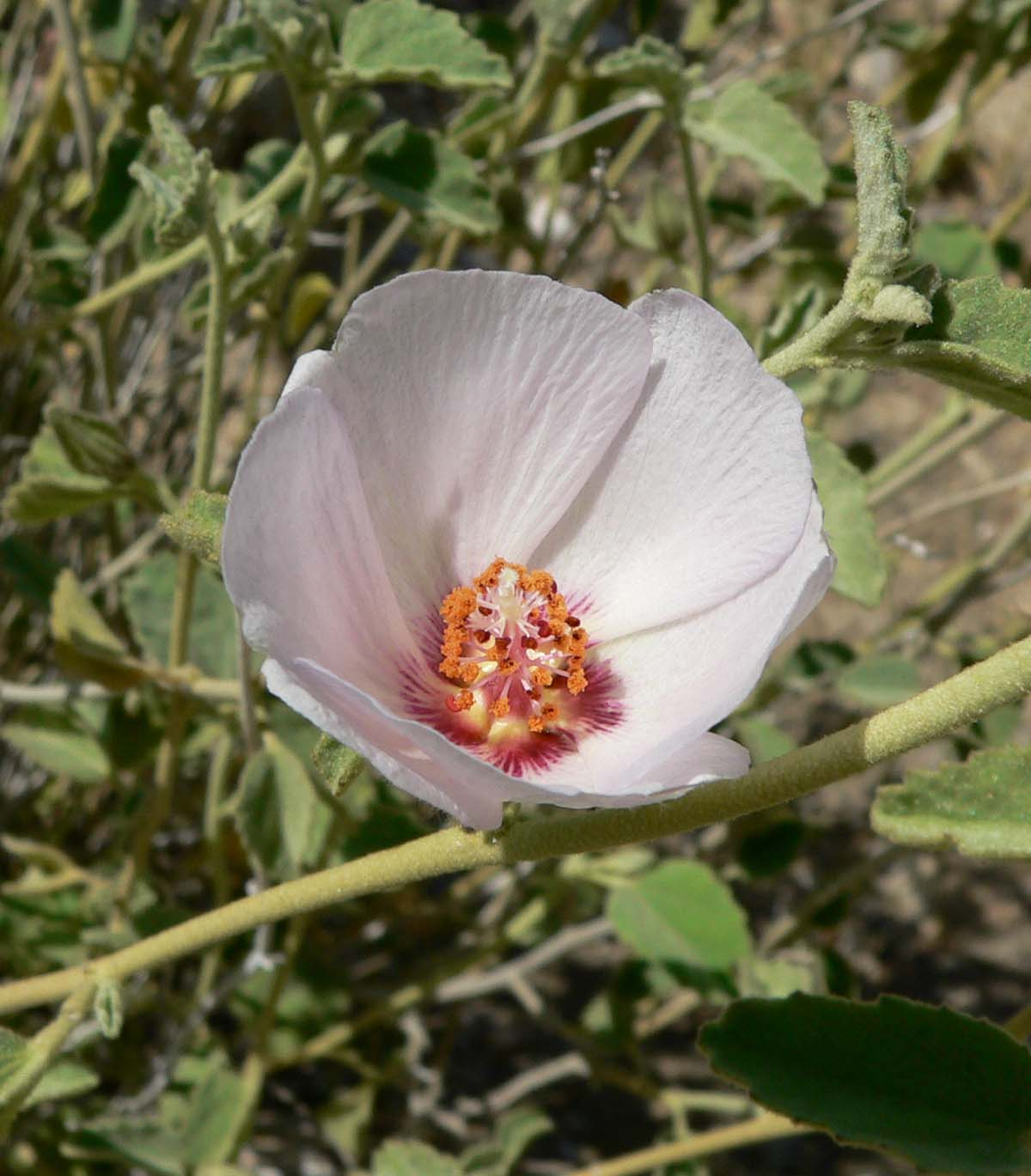
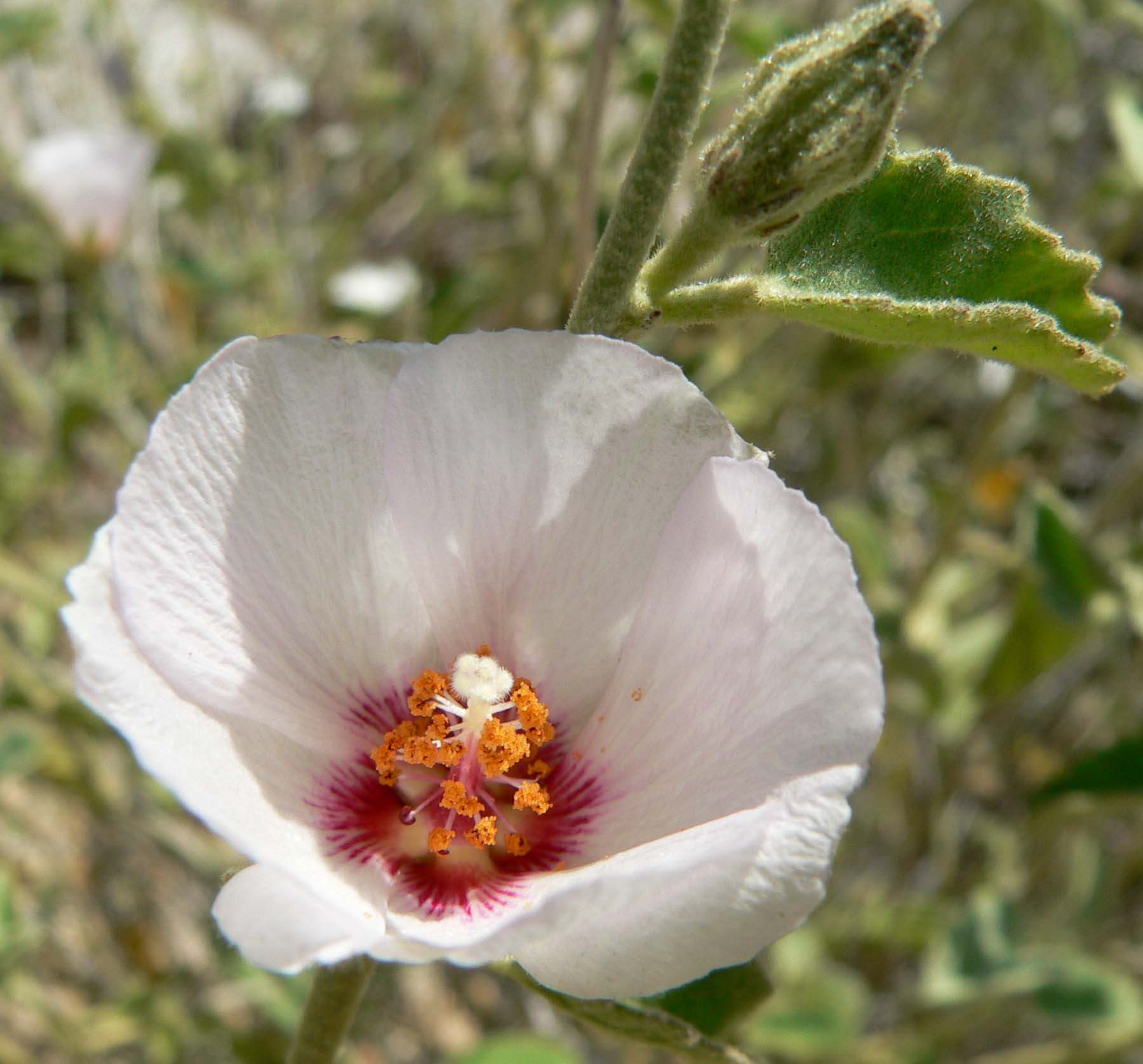
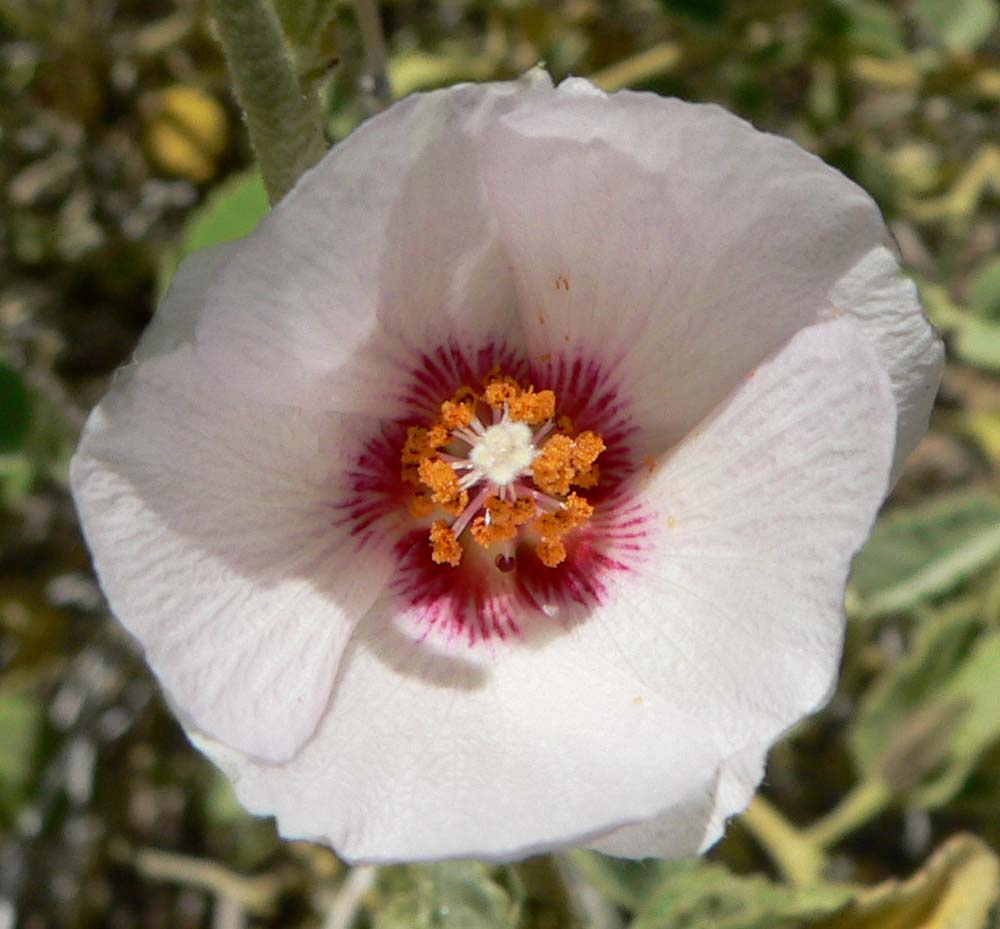